# Округ Ланкастер (Небраска)
Округ Ланкастер (енгл. Lancaster County) је округ у америчкој савезној држави Небраска.

## Демографија
По попису из 2010. године број становника је 285.407, што је 35.116 (14,0%) становника више него 2000. године.
| Група             | 2000.           | 2010.           |
| Белци             | 222.067 (88,7%) | 240.702 (84,3%) |
| Афроамериканци    | 7.052 (2,8%)    | 9.920 (3,5%)    |
| Азијати           | 7.162 (2,9%)    | 9.961 (3,5%)    |
| Хиспаноамериканци | 8.437 (3,4%)    | 16.685 (5,8%)   |
| Укупно            | 250.291         | 285.407         |